# Traînou
Traînou is een gemeente in het Franse departement Loiret (regio Centre-Val de Loire). De plaats maakt deel uit van het arrondissement Orléans. Traînou telde op 1 januari 2022 3.419 inwoners.

## Geografie
De oppervlakte van Traînou bedroeg op 1 januari 2022 33,68 vierkante kilometer; de bevolkingsdichtheid was toen 101,5 inwoners per km².

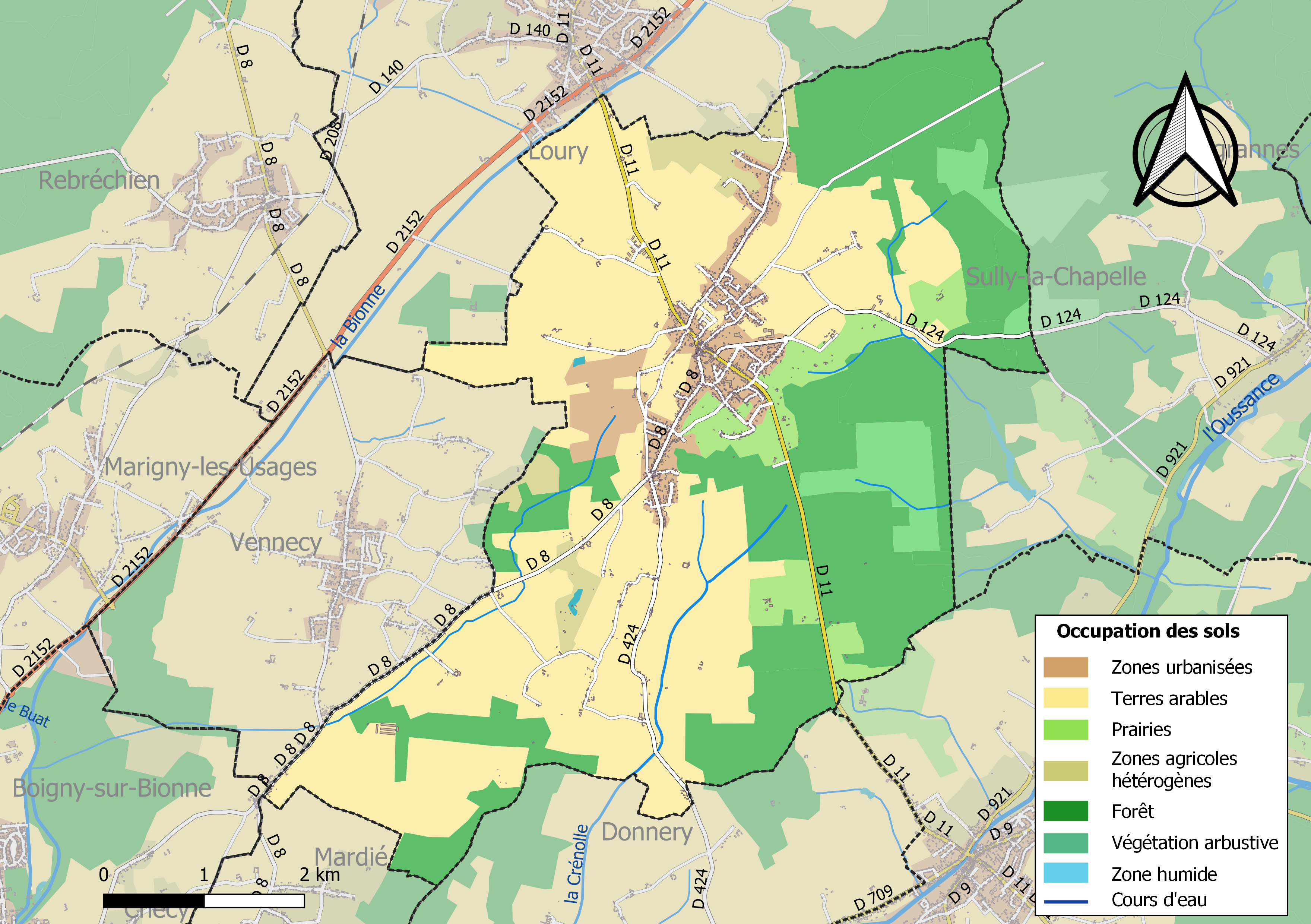
Kaart van de gemeente met de belangrijkste infrastructuur, bodemgebruik en omliggende gemeenten

## Demografie
Onderstaande figuur toont het verloop van het inwonertal (bron: INSEE-tellingen).